# Castell d'Elcho
El castell d'Elcho està situat gairebé a la riba sud del riu Tay, aproximadament a 6 km (4 milles) de Perth. És una casa torre de planta en Z envoltada per una muralla amb torres a les cantonades. El castell actual es va construir a la fi del segle XVI sobre una altra construcció més antiga i és un dels millors exemples d'edificis de la seva època i estil d'Escòcia.
El clan Wemyss encara és amo del castell, tot i que no ha estat habitat en els últims 200 anys. Malgrat això es troba en molt bon estat de conservació (encara que alguns sostres han cedit) i pot ser visitat en la seva major part. Del seu manteniment s'encarrega Historic Scotland, que cobra una entrada per poder visitar-lo.
Prop del castell s'ha replantat un hort de fruiters amb diverses varietats de pereres, pomeres i pruneres, i també es pot visitar un colomar del segle xvi.

## Història

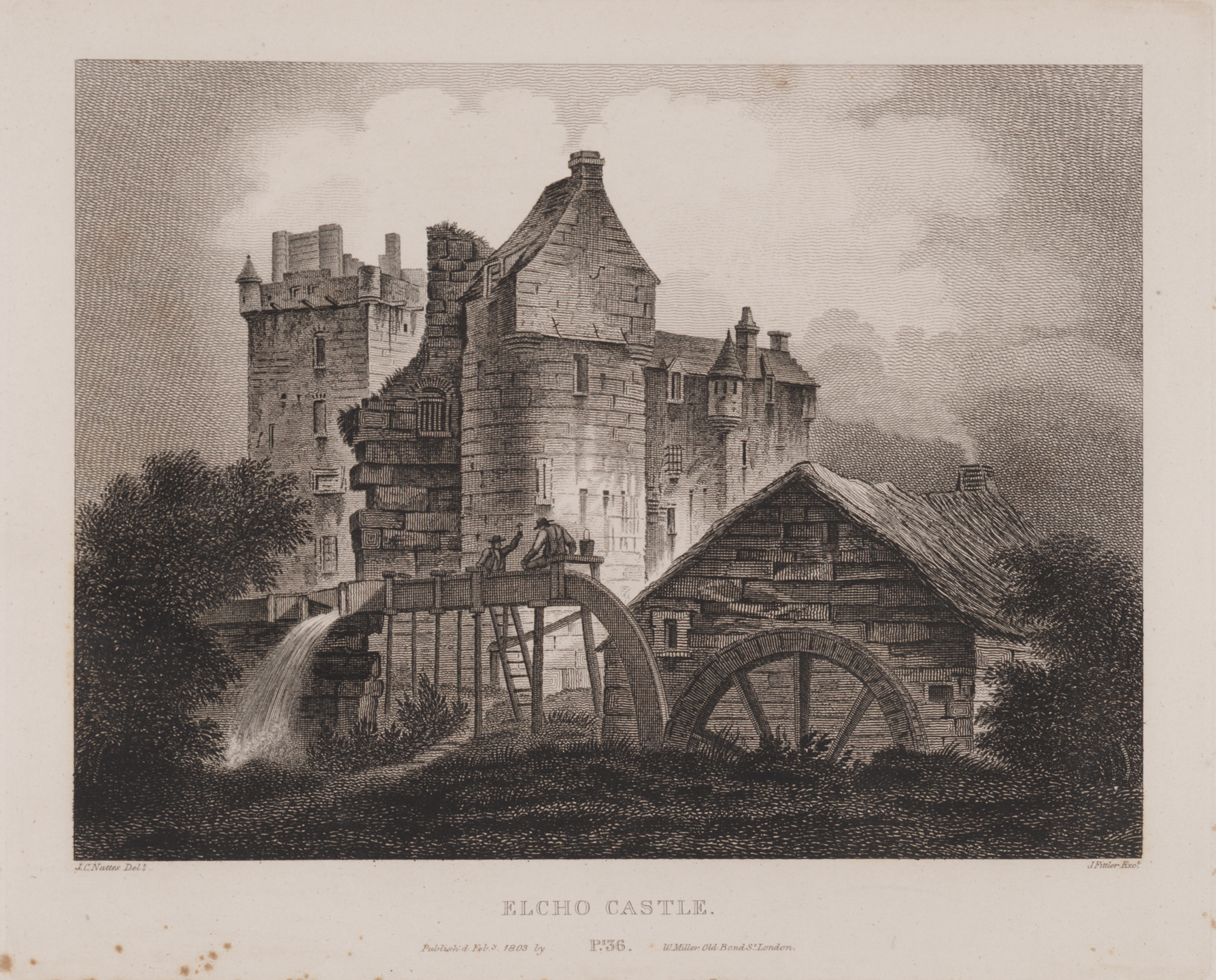
Gravat del castell d'Elcho de James Fittler publicat a Scotia Depicta el 1804

Els orígens del castell d'Elcho no es coneixen, encara que és possible que William Wallace hagués trobat refugi en algun tipus de construcció defensiva aixecada en aquest emplaçament. Veritat o no, no queda res que provi l'existència d'un castell o fortificació anterior al castell actual en aquest lloc.
Les primeres referències en són de l'any 1429, quan sir David Wemyss i Hugh Fraser of Lovat van fer un pacte a Elthok. Més tard, l'any 1501, sir John Wemyss es refereix a "la meva casa a Elchok". En aquesta època, prop del castell s'aixecava un convent de monges cistercenques fundat a principis del segle xiii. Al voltant de l'any 1550 el convent tenia problemes econòmics i sir John Wemyss no va dubtar a ajudar-hi, i rebé el títol hereditari de magistrat municipal.
L'edifici actual es va aixecar al voltant de l'any 1570. Se'n coneix la data de construcció per una factura d'un comerciant local a compte d'un treball de forja que es creu que van ser les reixes de les finestres.
Posteriorment, l'any 1633, el cap de família va ser nomenat Lord Elcho i comte de Wemyss. La família va caure en desgràcia després de la batalla de Culloden, l'any 1746, després que David, Lord Elcho, s'aliés amb el bàndol perdedor. David va sobreviure però va fugir a França. La família va seguir tenint el castell i les terres, però l'any 1781 es van mudar a la finca Gosford a East Lothian.
Durant la major part de la seva història, el castell d'Elcho es componia de la impressionant casa torre, el pati emmurallat i alguns grups d'edificis al sud. Molt poc d'aquests edificis sobreviu avui dia. A l'any 1830, el 8è comte de Wemyss va canviar la teulada de la torre i va esfondrar la majoria dels edificis limítrofs, els materials dels quals es van usar en la construcció de la casa, per això fa pensar que el castell sempre fou així. El 11è comte de Wemyss va cedir el castell a l'estat l'any 1929 i avui es troba a càrrec d'Historic Scotland.

## Estructura
La planta baixa és principalment defensiva. Només hi ha una entrada, a la cantonada entre la torre principal i la de l'escala i l'aproximació està coberta per part de les 17 espitlleres que envolten el castell. Les finestres són petites i fortament protegides. Gairebé tot l'espai interior es dedica a la cuina, amb uns forns i xemeneia impressionants, i altres magatzems.
La part més important del castell és el primer pis. S'hi accedeix per una escalinata en corba que no té gens a envejar a les d'altres castells més grans i luxosos. Gairebé tot el primer pis es dedica al gran saló, on s'organitzaven les celebracions de caràcter públic. Darrere del saló, al costat de la porta que dona a l'escala de servei, es troba el pas al dormitori principal.
En aquestes dues habitacions, i en altres de les plantes superiors, encara és possible veure part de la decoració d'escaiola a les parets.
El castell té dos pisos més, encara que només el segon està complet. Aquests pisos estan connectats per no menys de tres escales en espiral.
A la teulada, el castell torna a ser la fortificació defensiva de la planta baixa. Els merlets i les torres donen un aspecte amenaçador al castell, encara que, en l'actualitat, donen l'oportunitat d'apreciar la posició estratègica del castell a la riba del riu Tay.

## Galeria de Fotos

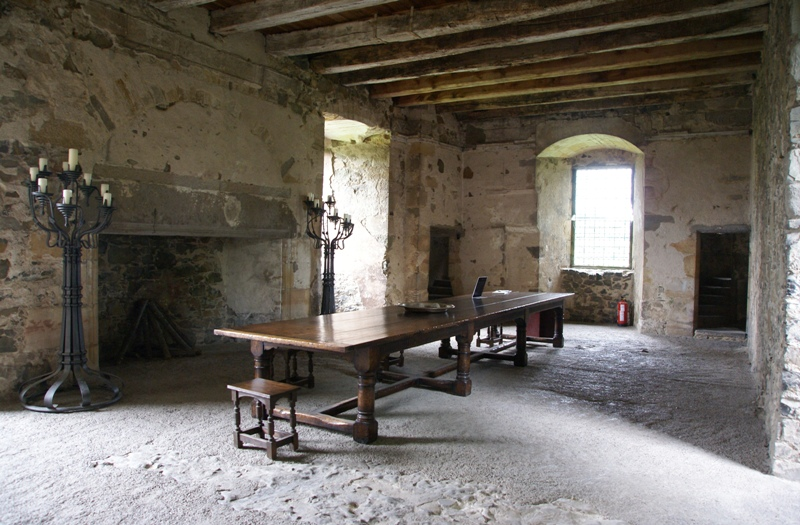
Gran saló
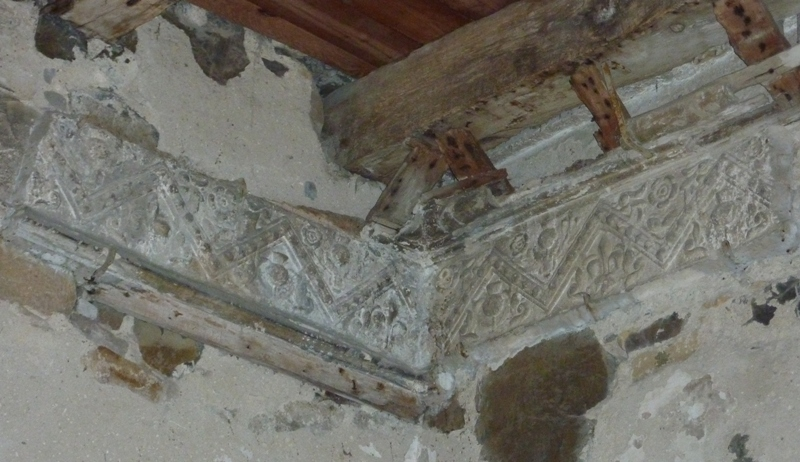
Detall de la decoració d'escaiola
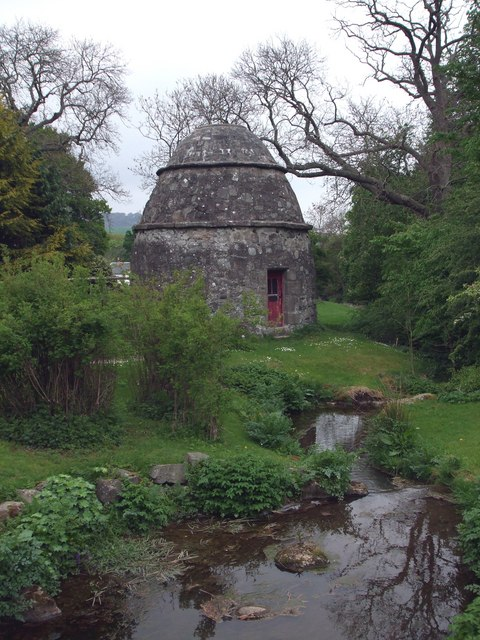
Colomar
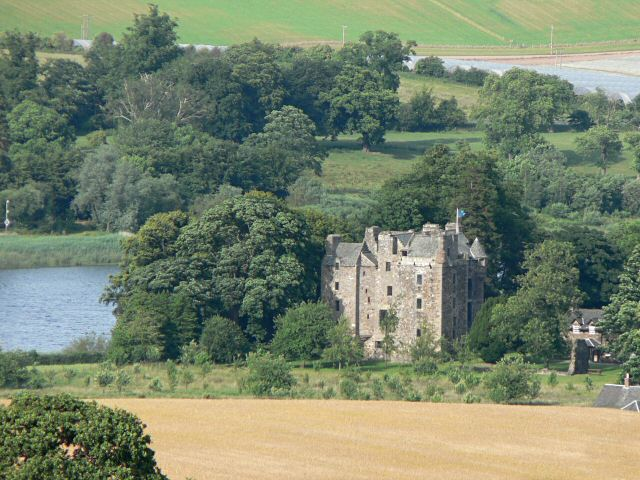
El castell al costat del riu Tay